# Galumnopsis quadriporosa
Galumnopsis quadriporosa är en kvalsterart som först beskrevs av Balogh 1968.  Galumnopsis quadriporosa ingår i släktet Galumnopsis och familjen Galumnellidae. Inga underarter finns listade i Catalogue of Life.